# Modulatrix stictigula
Modulatrix stictigula là một loài chim trong họ Modulatricidae.